# Kościół San Martino na wzgórzu Montughi we Florencji
Kościół św. Marcina w Montughi (wł. Chiesa di San Martino a Montughi) – kościół znajdujący się przy via Stibbert we Florencji.

## Historia i opis
Pierwotnie Montughi było nazwą wzgórza, na którym znajduje się kościół św. Marcina, którego wezwanie stało się z czasem nazwą całej okolicy, w której ponadto jest położony m.in. kościół Kapucynów św. Franciszka i św. Klary będący częścią konwentu Kapucynów.
Montughi znaczy Monte degli Ughi (wzgórze rodziny Ughi) lub Mons Ugonis (wzgórze Ugona), od nazwiska rodziny Ughi, która posiadała w tym miejscu swoją rezydencję; nazwisko zaś pochodzi o ojca rodu – Hugona (wł. Ugo lub Ugone), markiza Toskanii. Do 1292 roku rodzina Ughi piastowała stanowiska w życiu politycznym, potem jej przedstawiciele zajmowali się zawodami prawniczymi. Alamanno Ughi uzyskał tytuł markiza w 1782 r., zaś po zaślubinach Minervy Ughi z Orlando Lorenzi ród wymarł.
Istnienie kościoła jest udokumentowane od 1222 r., jednaże obecnie istniejąca świątynia została wzniesiona od podstaw w 1539 r. na miejscu, w którym jak uważano znajdował się starszy kościół; świątynię wzniesiono z inicjatywy proboszcza, latynisty Francesca Campany, który w 1531 r. objął funkcję sekretarza Republiki Florenckiej. Campana zatrudnił do prac architekta Giuliana di Baccio d’Agnolo, który zajął się także realizacją loży kanoników ozdobionej stiukami ze scenami i postacimi mitologicznymi.
W ołtarzu Madonny Różańcowej umieszczono płótno autorstwa Mattea Rossellego przedstawiające Dziewicę Marię i świętych. W ołtarz główny wstawiono obraz przedstawiający św. Marcina pędzla Agostina Veraciniego. W kościele znajduje się także krucyfiks ze św. Filipem, Antonim, Karolem i Sebastianem wykonany w 1631 r. przez Jacopa Vignalego. W domu parafialnym znajdują się stiuki ze scenami biblijnymi, restaurowane w 1881 r. przez Michele Piovaniego; na ścianach znajdują się terakoty szkliwione techniką opracowaną przez Lukę della Robbia tzw. terraccotte robbiane pochodzące z tabernakulum kościoła Sant'Antonino przy via Vittorio Emanuele.
W 1782 r. Carlo Filippo Ughi dokonał zmian w strukturze kościoła: dzięki niemu w kościele skonstruowano nowy sufit, dostawiono dzwonnicę i przekształcono ołtarz główny. We wnętrzu kościoła został pochowany neapolitański miedziorytnik Raffaello Morghen, urodzony w Portici w 1758 r. zmarły w 1833 we Florencji; ponadto w kościele pochowano także astronowa Cosima Vignalego. Nagrobek Morghena ufundowany przez jego uczniów znajduje się w lewej nawie kościoła św. Krzyża. Nagrobek wykonał w 1854 r. Odoardo Fantacchiotti.
W latach 1910–1924 kościół został poddany szeroko zakrojonej rekonstrukcji oznaczającej faktyczne wzniesienie obiektu od nowa, gdyż obiekt groził zawaleniem; kolekcjoner Frederick Stibbert, który naprzeciwko kościoła wzniósł własną willę przekazał w związku z tym darowiznę na rzecz budowy nowej dzwonnicy. Prace projektowe wykonał Giovanni Paciarelli.
11 lutego 1933 r. zakończono budowę nowej fasady ozdobionej lunetą nad architrawem wypełnioną przedstawieniem św. Marcina rozdzierającego swój płaszcz dla biednych. Kompozycja jest dziełem Maria Chiarego, krewnego proboszcza Alessandra Sostegniego z Chiesa dell'Immacolata.
W latach 1997–1999 ojciec Athanase Seromba był zastępcą proboszcza Parafii św. Marcina jako Atanasio Sumba Bura. Seromba próbował uniknąć wyegzekwowania międzynarodowego nakazu zatrzymania wydanego w związku z popełnieniem zbrodni przeciw ludzkości w Rwandzie w 1994 r. - był odpowiedzialny za masakrę 2000 członków plemienia Tutsi.